# Listă de scriitori sierraleonezi
Aceasta este o listă de scriitori sierraleonezi.
- Ishmael Beah (1980– )
- Edward Wilmot Blyden (1832–1912)
- Adelaide Casely-Hayford (1868–1960)
- Gladys Casely-Hayford (1904–1950), poet
- Syl Cheney-Coker (1945/47– ), poet
- William Conton (1925– )
- R. Sarif Easmon (1913– )
- Aminatta Forna (1964– )
- Africanus Horton (1835–1883)
- Delia Jarrett-Macauley[1]
- Lemuel A. Johnson (1940/41–2002)
- Yulisa Amadu Maddy (1936– )
- Abioseh Nicol (1924–1994)
- Lenrie Peters (1932–2009)